# Мусанго, Арчфелл
Арчфелл Мусанго (англ. Archfell Musango; род. 9 марта 1959) — замбийский легкоатлет, выступавший в беге на средние дистанции. Участник летних Олимпийских игр 1980 и 1984 годов.

## Биография
Арчфелл Мусанго родился 9 марта 1959 года.
В 1980 году вошёл в состав сборной Замбии на летних Олимпийских играх в Москве. В беге на 800 метров занял в четвертьфинале 5-е место, показав результат 1 минута 51,6 секунды и уступив 2,7 секунды попавшему в полуфинал с 4-го места Карло Гриппо из Италии. В беге на 1500 метров занял в четвертьфинале 8-е место с результатом 3.53,62, уступив 12,37 секунды попавшему в полуфинал с 5-го места Жоау Кампушу из Португалии. В эстафете 4х400 метров сборная Замбии, за которую также выступали Чарльз Лупия, Алстон Музийо и Дэвисон Лишебо, заняла в полуфинале 7-е место с результатом 3.14,9, уступив 10 секунд попавшей в финал со 2-го места команде Бразилии.
В 1984 году вошёл в состав сборной Замбии на летних Олимпийских играх в Лос-Анджелесе. В беге на 800 метров занял в 1/8 финала 6-е место с результатом 1.48,84, уступив 1,99 секунды попавшему в четвертьфинал с 5-го места Маркусу ОʼСалливану из Ирландии. В беге на 1500 метров занял в четвертьфинале 8-е место с результатом 3.46,99, уступив 5,81 секунды попавшему в полуфинал с 3-го месте Майку Хиллардту из Австралии.

## Личные рекорды
- Бег на 800 метров — 1.48,84 (3 августа 1984, Лос-Анджелес)[5][6]
- Бег на 1500 метров — 3.45,14 (1984)[5]